# Amphoe Lao Khwan
Amphoe Lao Khwan (Thai: อำเภอเลาขวัญ) ist ein Landkreis (Amphoe – Verwaltungs-Distrikt) im östlichen Teil der Provinz Kanchanaburi. Die Provinz Kanchanaburi liegt im Westen der Zentralregion von Thailand an der Grenze zu Myanmar. 

## Geographie
Die benachbarten Landkreise sind (von Süden im Uhrzeigersinn): die Amphoe Huai Krachao, Bo Phloi und Nong Prue der Provinz Kanchanaburi, sowie die Amphoe Dan Chang, Nong Ya Sai, Don Chedi und U Thong der Provinz Suphan Buri.

## Geschichte
Zuerst kamen Siedler aus Laos hierher, um nahe Ban Ko und Ban Kao ein neues Dorf zu gründen. Später zogen auch Einwohner aus dem heutigen Landkreis Bo Phloi hinzu. Als die Regierung eine neue Stadt einrichtete, wurde sie daher Ban Lao Khwan (wörtl. etwa Dorf des laotischen Glücks) genannt.
Am 1. Oktober 1971 wurde der „Zweigkreis“ (King Amphoe) Lao Khwan eingerichtet, indem die drei Tambon Lao Khwan, Nong Sano und Nong Pradu vom Amphoe Phanom Thuan abgetrennt wurden. 
Am 8. September 1976 bekam Lao Khwan den vollen Amphoe-Status.

## Verwaltung

### Provinzverwaltung
Der Landkreis Lao Khwan ist in sieben Tambon („Unterbezirke“ oder „Gemeinden“) eingeteilt, die sich weiter in 90 Muban („Dörfer“) unterteilen.
| Nr. | Name          | Thai      | Muban | Einw. |
| --- | ------------- | --------- | ----- | ----- |
| 1.  | Lao Khwan     | เลาขวัญ    | 16    | 9.786 |
| 2.  | Nong Sano     | หนองโสน   | 11    | 8.162 |
| 3.  | Nong Pradu    | หนองประดู่  | 12    | 9.323 |
| 4.  | Nong Pling    | หนองปลิง   | 18    | 9.307 |
| 5.  | Nong Nok Kaeo | หนองนกแก้ว | 10    | 5.872 |
| 6.  | Thung Krabam  | ทุ่งกระบ่ำ   | 14    | 6.611 |
| 7.  | Nong Fai      | หนองฝ้าย   | 09    | 7.784 |

### Lokalverwaltung
Es gibt zwei Kommunen mit „Kleinstadt“-Status (Thesaban Tambon) im Landkreis:
- Lao Khwan (Thai: เทศบาลตำบลเลาขวัญ) bestehend aus Teilen des Tambon Lao Khwan.
- Nong Fai (Thai: เทศบาลตำบลหนองฝ้าย) bestehend aus Teilen des Tambon Nong Fai.

Außerdem gibt es sieben „Tambon-Verwaltungsorganisationen“ (องค์การบริหารส่วนตำบล – Tambon Administrative Organizations, TAO)
- Lao Khwan (Thai: องค์การบริหารส่วนตำบลเลาขวัญ) bestehend aus Teilen des Tambon Lao Khwan.
- Nong Sano (Thai: องค์การบริหารส่วนตำบลหนองโสน) bestehend aus dem kompletten Tambon Nong Sano.
- Nong Pradu (Thai: องค์การบริหารส่วนตำบลหนองประดู่) bestehend aus dem kompletten Tambon Nong Pradu.
- Nong Pling (Thai: องค์การบริหารส่วนตำบลหนองปลิง) bestehend aus dem kompletten Tambon Nong Pling.
- Nong Nok Kaeo (Thai: องค์การบริหารส่วนตำบลหนองนกแก้ว) bestehend aus dem kompletten Tambon Nong Nok Kaeo.
- Thung Krabam (Thai: องค์การบริหารส่วนตำบลทุ่งกระบ่ำ) bestehend aus dem kompletten Tambon Thung Krabam.
- Nong Fai (Thai: องค์การบริหารส่วนตำบลหนองฝ้าย) bestehend aus Teilen des Tambon Nong Fai.